# Montezuma (Ohio)
Montezuma – wieś w Stanach Zjednoczonych, w stanie Ohio, w hrabstwie Mercer.